# Geißler (Familienname)
Geißler oder Geissler ist ein deutscher Familienname.

## Namensträger

### A
- Alfred Geißler (1904–1980), deutscher Innenarchitekt und Designer
- Anke Geißler (* 1970), deutsche Kabarettistin
- Armin Geißler (* 1965), österreichischer Politiker (SPÖ)
- Arthur Geißler (Mediziner) (Paul Arthur Ehregott Geißler; 1832–1902), deutscher Mediziner und Medizinstatistiker
- Arthur Geißler (Widerstandskämpfer) (1899–1938), deutscher Schlosser und Widerstandskämpfer

### B
- Birgit Geissler (* 1949), deutsche Soziologin
- Benjamin Geissler (* 1964), deutscher Filmemacher

### C
- Carl Geißler (Musiker) (1802–1868), deutscher Kantor, Organist, Musikpädagoge und Komponist
- Carl Geißler (Jurist) (1817–1896), deutscher Jurist und Parlamentarier
- Carl Friedrich August Geissler (1804–1869), deutscher Organist
- Christian Geissler (1928–2008), deutscher Schriftsteller
- Christian Benjamin Geißler (Rebell von Liebstadt; 1743–nach 1809), deutscher Aufständischer
- Christian Gottfried Heinrich Geißler (1770–1844), deutscher Kupferstecher und Illustrator
- Clemens Geißler (1931–2023), deutscher Entwicklungsforscher und Hochschullehrer
- Conrad Geißler (1825–1897), deutscher Orgelbauer

### D
- Dana Geissler (* 1963), deutsche Schauspielerin
- Daniel Geissler (* 1994), österreichischer Fußballspieler
- Dieter Geißler (Schauspieler) (* 1939), deutscher Schauspieler und Filmproduzent
- Dieter Geißler (Politiker) (1943–2024), deutscher Politiker (SPD), MdL Hessen
- Dietmar Geissler (* 1950), österreichischer Mediziner
- Dominik Geißler (* 1963), deutscher Politiker (CDU) und Oberbürgermeister von Landau in der Pfalz

### E
- Egon Geißler (1926–1990), deutscher Schauspieler und Hörspielsprecher
- Elea Geissler (* 1988), deutsche Schauspielerin
- Erhard Geißler (* 1930), deutscher Molekularbiologe
- Erich E. Geissler (1928–2018), deutscher Erziehungswissenschaftler
- Ernst Geissler (1915–1989), deutsch-amerikanischer Raumfahrtingenieur
- Ewald Geissler (Chemiker) (1848–1898), deutscher Chemiker und Pharmazeut
- Ewald Geißler (Germanist) (1880–1946), deutscher Germanist

### F
- Frank Geißler (* 1940), deutscher Badmintonspieler
- Friedmar Geissler (1920–1984), deutscher Philologe, Germanist und Orientalist
- Friedrich Geißler (Rechtswissenschaftler) (1636–1679), deutscher Rechtswissenschaftler
- Friedrich Geissler (Kupferstecher) (1778–1853), deutscher Zeichner, Radierer und Kupferstecher
- Friedrich Geißler (Pfarrer) (1839–1884), deutscher evangelischer Pfarrer
- Friedrich Adolf Geißler (1868–1931), deutscher Musikkritiker und Schriftsteller
- Fritz Geißler (Politiker, 1889) (1889–1971), deutscher Jurist und Landrat
- Fritz Geißler (Politiker, 1903) (1903–1960), deutscher Politiker (FDP), MdL Hessen
- Fritz Geißler (Parteifunktionär) (1907–1968), deutscher Parteifunktionär (SED)
- Fritz Geißler (Komponist) (1921–1984), deutscher Komponist

### G
- Gabriele Geißler (1944–2006), deutsche Tischtennisspielerin
- Georg Geißler (1902–1980), deutscher Pädagoge
- Gerhard Geißler (1927–2007), deutscher Fußballspieler
- Gert Geißler (* 1948), deutscher Erziehungswissenschaftler und -historiker
- Gertraud Geißler, deutsche Pianistin
- Gertrud Elisabeth Geissler (1875–1951), deutsche Kunstmalerin
- Günter Geißler (1929–2006), deutscher Sänger
- Gustav Geissler (1871–nach 1895), deutscher Zahnarzt und Paläontologe

### H
- Hans Geißler (Sänger) (auch Hans Geisler; 1864–1912), deutscher Sänger (Bariton)
- Hans Geißler (Regisseur) (Hans Peter Otto Geißler; 1896–1959), deutscher Schauspieler, Regisseur und Theaterintendant
- Hans-Georg Geißler (* 1935), deutscher Psychologe und Hochschullehrer
- Harald Geißler (* 1950), deutscher Pädagoge und Hochschullehrer
- Harald Geissler (* 1973), deutscher Boxer
- Heike Geißler (* 1977), deutsche Schriftstellerin
- Heiner Geißler (1930–2017), deutscher Politiker (CDU), Landes- und Bundesminister
- Heinrich Geißler (Buchdrucker), deutscher Buchdrucker
- Heinrich Geißler (Glasbläser) (1814–1879), deutscher Glasbläser, Instrumentenmacher und Erfinder
- Heinrich von Geißler (1833–1898), preußischer Generalleutnant
- Heinrich Geißler (Tiermediziner) (1914–nach 1989), deutscher Tierarzt und Hochschullehrer
- Heinrich Geissler (Kunsthistoriker) (1927–1990), deutscher Kunsthistoriker
- Heinrich Theodor Geissler (1834–1861), deutscher Mediziner
- Heinz Peter Geißler (* 1962), deutscher Schriftsteller
- Henriette Wilhelmine Geißler (1772–1822), deutsche Dichterin
- Hermann Geißler (Architekt) (1859–1939), deutscher Architekt
- Hermann Geißler (Leichtathlet) (1905–1970), österreichischer Leichtathlet
- Hermann Geißler (Kriminalpolizeidirektor) (* 1907), Chef der Kriminalpolizei des Landes Thüringen
- Hermann Geißler (Politiker) (1920–2001), österreichischer Politiker (ÖVP)
- Hermann Geißler (Theologe) (* 1965), österreichischer Theologe
- Horst Wolfram Geißler (1893–1983), deutscher Schriftsteller

### I
- Ines Geißler (* 1963), deutsche Schwimmerin
- Ingeborg Geißler (1941–2020), deutsche Gebrauchsgrafikerin und Kunsthandwerkerin

### J
- Joachim Geissler-Kasmekat (1919–2000), deutscher Maler und Kunsthistoriker
- Johann Geißler (Orgelbauer) († ca. 1670), Orgelbauer aus Salzburg
- Johann Friedrich Geißler (1759–1793), deutscher Schauspieler und Theaterdirektor
- Johann Georg Geißler (1760–1830), Advokat, Regierungsrat
- Johann Gottfried Geißler (1726–1800), deutscher Pädagoge und Bibliothekar
- Johanna Geißler (* 1981), deutsche Schauspielerin
- Jonas Geissler (* 1984), deutscher Politiker (CSU)
- Josef Geissler (* 1949), österreichischer Sammler und Museumsgründer
- Joseph Geißler (1793/1795–nach 1858), deutscher Sänger (Bass) und Schauspieler
- Julius Geißler (Freund August Julius Geißler; Freund August Julius Geisler; 1822–1904), deutscher Maler, Lithograf und Fotograf

### K
- Karl Geißler (Generalmajor) (1858–1941), deutscher Generalmajor
- Karl Geißler (Politiker), deutscher Politiker, 1949 Mitglied der Provisorischen Volkskammer
- Karl-Friedrich Geißler (* 1952), deutscher Autor und Verleger
- Karlheinz Geißler (1944–2022), deutscher Wirtschafts- und Sozialpädagoge
- Karl Wilhelm Geissler (1863–1904), deutscher Redakteur und Schriftsteller
- Kurt Geissler (Pseudonyme Dr. Friedrich, Konstantiner, K. Rembrandt; 1859–1941), deutscher Philosoph, Feuilletonist und Schriftsteller
- Kurt Geißler (1902–1963), deutscher Polizist und SS-Führer

### L
- Lothar Geißler (* 1927), deutscher Politiker (SED)
- Ludwig Geissler (1878–1932), österreichischer Bautechniker und Alpinist
- Lutz Geißler, deutscher Bäcker und Autor

### M
- Margit Geissler-Rothemund (1958–2016), deutsche Schauspielerin
- Martin Geissler (* 1984), deutscher Basketballfunktionär
- Matthias Geissler (* 1946), deutscher Chordirigent
- Max Geißler (1868–1945), deutscher Redakteur und Schriftsteller
- Michael Geißler (Videokünstler) (1942–2003), deutscher Videokünstler
- Michael Geißler (Mediziner) (* 1964), deutscher Mediziner
- Michael Geißler (Fußballspieler) (* 1964), deutscher Fußballspieler
- Michael Geissler (Jurist) (* 1967), deutscher Jurist und Richter

### O
- Otto Geißler (1872–1939), deutscher Wasserbauingenieur und Hochschullehrer

### P
- Patricia Geissler (1947–2000), Schweizer Botanikerin
- Paul Geissler (Künstler) (1881–1965), deutscher Künstler
- Paul Geissler (Bibliothekar) (1897–1992), deutscher Bibliothekar
- Peter Geißler (* 1953), österreichischer Psychotherapeut
- Peter Geissler (Zoologe), deutscher Herpetologe
- Peter Carl Geissler (1802–1872), deutscher Kupferstecher, Maler und Verleger
- Philipp Geissler (1856–1933), österreichischer Land- und Gastwirt und Politiker des Abgeordnetenhauses

### R
- Rainer Geißler (* 1939), deutscher Soziologe
- Renate Geißler (* 1940), deutsche Schauspielerin
- Richard von Geißler (1848–1922), deutscher Admiral
- Robert Geißler (1819–1893), deutscher Künstler, Schriftsteller, Herausgeber und Journalist
- Robert Paul Geißler (1874–1954), deutscher Maler
- Roland Geißler (* 1953), deutscher Autor
- Rolf Geißler (* 1927), deutscher Germanist, Literaturwissenschaftler und Hochschullehrer
- Rudolf Geißler (Zeichner) (1834–1906), deutscher Zeichner, Radierer und Aquarellist
- Rudolf Geißler (Politiker) (* 1958), österreichischer Politiker (ÖVP)

### S
- Sascha-Philipp Geißler (* 1976), römisch-katholischer Geistlicher und Generalvikar im Erzbistum Hamburg
- Senta Geißler (1902–2000), deutsche Malerin
- Siegfried Geißler (1929–2014), deutscher Dirigent, Komponist und Politiker
- Sina-Aline Geißler (* 1965), deutsche Schriftstellerin

### T
- Theo Geißler (* 1947), deutscher Verleger, Herausgeber und Rundfunkmoderator
- Thorsten Geißler (* 1959), deutscher Jurist und Politiker
- Tom Geißler (* 1983), deutscher Fußballspieler

### U
- Ulrich Geißler (* 1956), deutscher Diakon, Kulturpädagoge, Buch- und Spieleautor
- Ursula Geissler (1931–2018), deutsche Botanikerin und Hochschullehrerin

### W
- Walter Geißler (1955–2025), deutscher Sammler
- Werner Geissler (1925–2000), deutscher Zauberkünstler, Erfinder und Autor
- Werner Geißler (* 1926), deutscher Fußballtorwart
- Wilfried Geißler (1935–1998), deutscher Journalist
- Wilhelm Geißler (Bossierer), deutscher Bossierer
- Wilhelm Geißler (Künstler, um 1803) (um 1803–??), deutscher Maler
- Wilhelm Geissler (Künstler, 1848) (1848–1928), deutscher Maler, Zeichner, Grafiker und Lithograf
- Wilhelm Geißler (Ingenieur) (1875–1937), deutscher Tiefbauingenieur
- Wilhelm Geißler (Künstler, 1895) (1895–1977), deutscher Maler und Grafiker
- Wolfgang Geißler (Sänger) (1796–1850), deutscher Opernsänger (Tenor) und Intendant
- Wolfgang Geißler (Jurist) (1904–1992), deutscher Landrat und Rechtsanwalt
- Wolfgang Geißler (Mediziner) (1924–2009), deutscher Kardiologe und Hochschullehrer